# شهرک نور

میدان بزرگ نور.

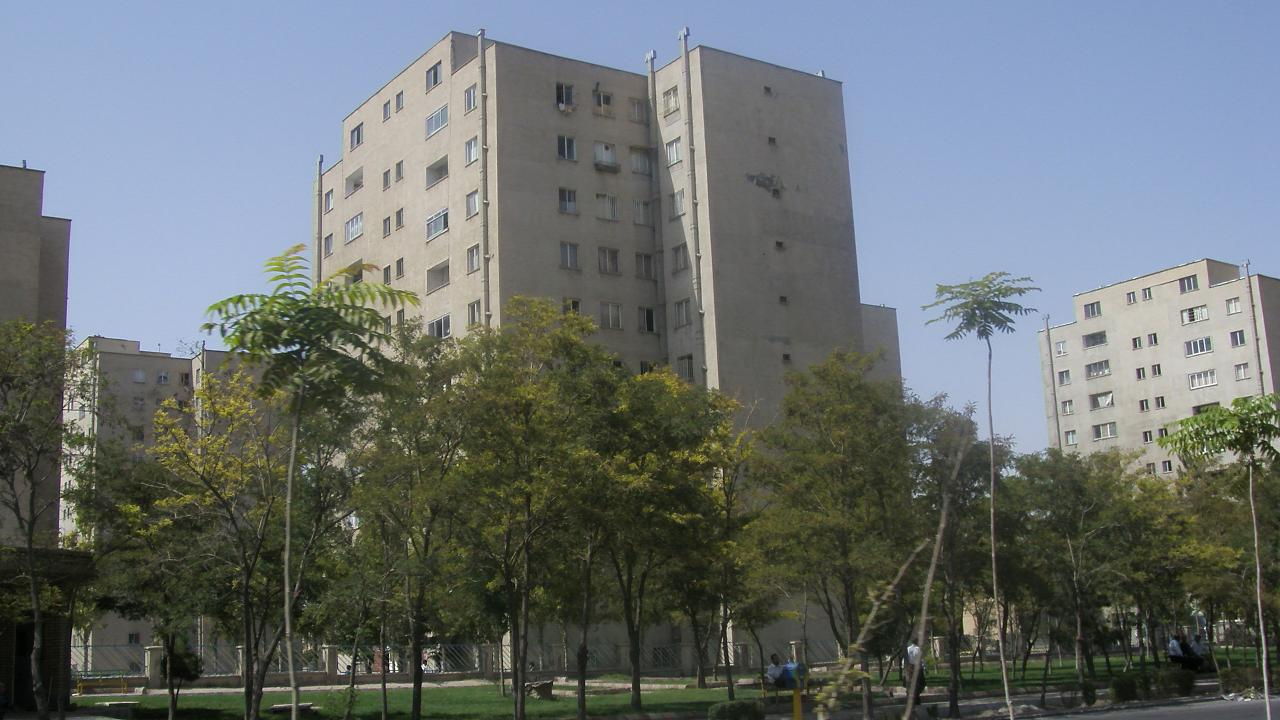
مجتمع مسکونی علامه امینی.

شهرک نور (فجر) یکی از شهرک‌های نوبنیاد کلان‌شهر تبریز است. این شهرک که جزء منطقهٔ ۷ شهرداری تبریز محسوب می‌شود، پس از انقلاب اسلامی ایران احداث گردید. شهرک نور به همراه چند شهرک و کوی دیگر، از تخریب مزارع و باغات کشاورزی اهالی محلهٔ لاله بنا شد. این شهرک از سمت شمال به کوی بهاران، از سمت جنوب به محلهٔ لاله، از سمت شرق به شهرک رازی و از سمت غرب به کوی لاله محدود شده‌است.
خیابان نگارستان یکی از معروف‌ترین خیابان‌های شهرک نور است که به دو قسمت شرقی و غربی تقسیم می‌شود. اهالی این شهرک خیابان نگارستان شرقی را که از فلکهٔ اول نگارستان آغاز شده و تا بلوار شهید صمدی ادامه می‌یابد، با نام اختصاری «فجر» می‌شناسند. نام فجر در واقع به‌دلیل احداث مجتمع مسکونی فجر در حاشیهٔ جنوبی این خیابان بر روی آن گذاشته شد. رفته‌رفته با به‌وجودآمدن مغازه‌های متعدد در پیرامون خیابان نگارستان شرقی، این خیابان روزانه پذیرای عدهٔ کثیری از مردم شد. در سال‌های اخیر با احداث پاساژهای تجاری و خدماتی مختلف از جمله پاساژ ققنوس ، این خیابان یک طرفه و به بازارچه‌ای شلوغ و پررفت‌وآمد تبدیل شده‌است.
در سال 1403 خیابان فجر به سنگ فرش تغییر یافت 
و برای پیاده گردی فضای بهتری شد
از پاساژهای موجود در شهرک نور می‌توان به پاساژهای قائم، قصر، ققنوس، نگین، صباغی، صدف و میلاد اشاره کرد. از خیابان‌های این شهرک نیز می‌توان خیابان‌های اخوان، بهاران نور، شهید صمدی، گلباران، لالهٔ غربی، معلم، نگارستان شرقی، نگارستان غربی، نور جنوبی، نور شرقی، نور شمالی و نور غربی را نام برد. مجتمع‌های مسکونی بهاران، پردیس، زمرد، صفا،علامه امینی،500 واحدی فجر ، میلاد، نسترن، نور و ونک نیز در شهرک نور واقع شده‌اند. همچنین میادین بهاران نور، نگارستان اول، نگارستان دوم و نور از میادین این شهرک به‌شمار می‌روند.
لبنیاتی یک شغل پر طرفدار در این شهرک میباشد که در این شهرک لبنیاتی های صفا نه تنها مصرف خود شهرک را تامین میکنند بلکه به نقاط دیگر تبریز نیز به صورت مستقیم و غیر مستقیم محصولات خود را میفرستند